# Penelope (Mythologie)

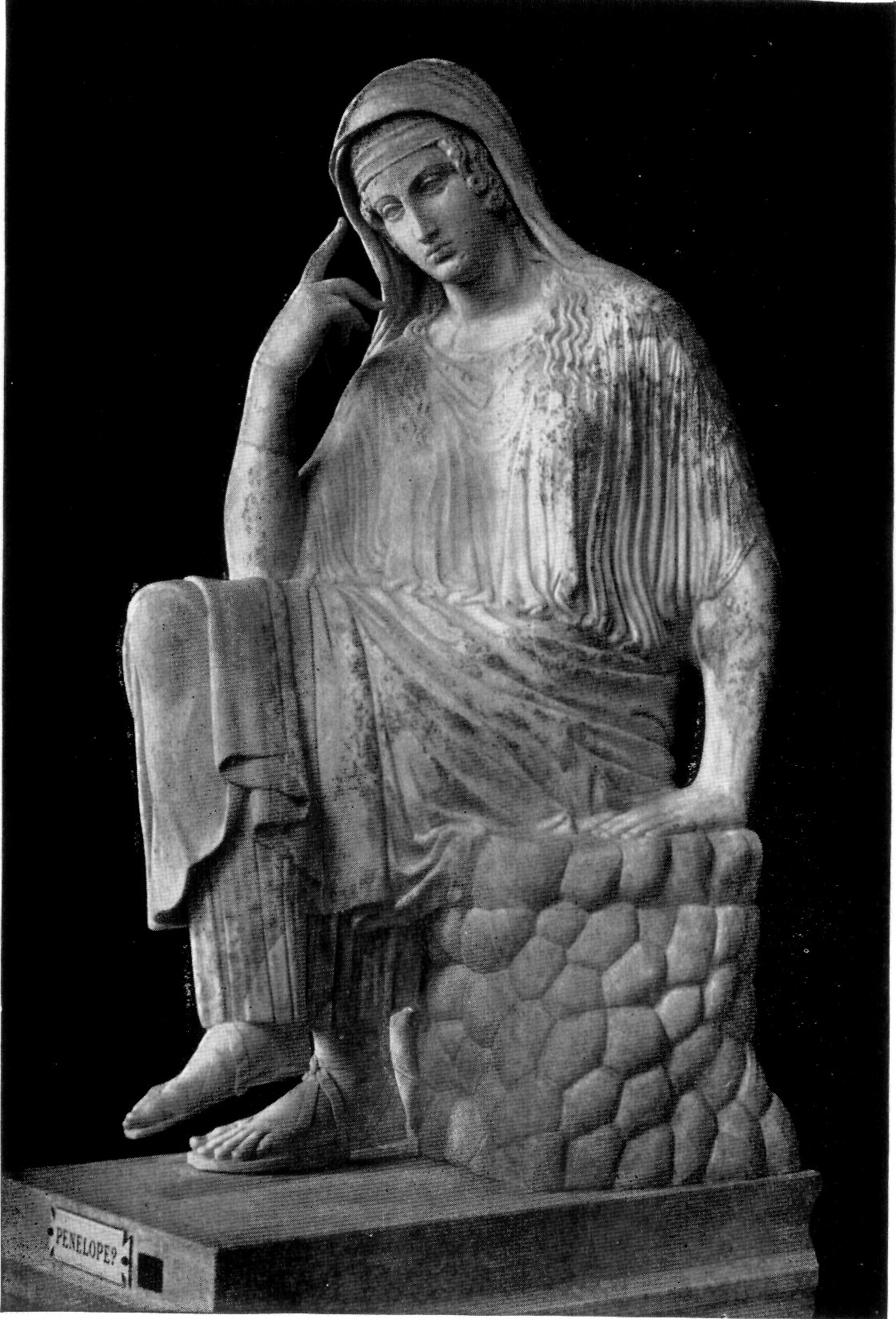
Statue der Penelope im Vatikan, Rom

Penelope (altgriechisch Πηνελόπη Pēnelópē, bei Homer immer Πηνελόπεια Pēnelópeia) ist in der griechischen Mythologie die Frau des Odysseus und die Mutter des Telemachos. Ihre Eltern sind Ikarios und Periboia (abweichend davon werden auch Polykaste, Astrodeia und Dorodoche als Mutter genannt). Homer erwähnt ihre Schwester Iphthime sowie Brüder, deren Namen er jedoch nicht nennt.

## Lebensgeschichte
Penelope, eine spartanische Prinzessin, wurde durch einen Wettkampf die Ehefrau des Odysseus: Dieser siegte in einem Wettlauf, den die Hochzeitsbewerber bestreiten mussten. Sie war das Muster einer treuen Ehefrau. Sie wusste ihre zahlreichen Freier, zu denen vor allem Antinoos und Eurymachos gehörten, während der Irrfahrt ihres Gatten zu vertrösten, indem sie vorgab, sie müsse erst ein Totentuch für ihren Schwiegervater Laërtes weben. Doch in der Nacht trennte sie immer wieder auf, was sie am Tag gewebt hatte. Das ging über drei Jahre gut, bis die treulose Dienerin Melantho sie verriet und die Freier sie bei ihrem nächtlichen Treiben überraschten. So entschied sie sich, den Freiern eine unmögliche Aufgabe zu stellen: Sie sollten mit Odysseus’ Bogen zwölf Axtringe durchschießen. Keiner der Freier konnte den Bogen spannen. Nur dem inzwischen zurückgekehrten und von Athene als Bettler verkleideten Odysseus gelang dies, woraufhin er alle Freier tötete.
Mit der Heimkehr des Odysseus im zwanzigsten Jahr seiner Abfahrt nach Troja sowie der Bestrafung der Freier (Mnesterophonia) und der treulosen Dienerinnen endet die Odyssee.
Gemäß der Telegonie heiratete Penelope nach dem Tod des Odysseus Telegonos, den Odysseus mit der Zauberin Kirke während seiner Irrfahrt gezeugt hatte. Penelope erhielt von Kirke die Unsterblichkeit. Nach einer späteren Überlieferung wurde Penelope durch Telegonos die Mutter des Italos.

## Deutung des Namens
Der Name Penelope setzt sich möglicherweise zusammen aus den griechischen Wörtern πήνη pḗnē, deutsch ‚Gewebe‘, und λέπειν lépein, deutsch ‚abreißen, abschälen‘, oder beruht auf πηνέλοψ pēnélops, einer bunten Entengattung.

## Rezeption
Ovid lässt sein Werk Heroides mit einem Brief Penelopes an Odysseus beginnen.
Alessandro Scarlattis Oper Penelope la Casta wurde Ende des 17. Jahrhunderts in Italien uraufgeführt.
Gabriel Fauré schrieb eine Oper mit dem Titel Pénélope, die 1913 in Monte Carlo uraufgeführt wurde. Rolf Liebermanns Penelope (Opera semiseria, Libretto von Heinrich Strobel, UA bei den Salzburger Festspielen 1954) stellt die Frau in den Mittelpunkt der Handlung.
Eine Erzählung, die aus moderner Sicht und im Gegensatz zur Odyssee das Schicksal der Penelope erzählt, ist The Penelopiade von Margaret Atwood. Inge Merkel verarbeitete den Stoff in ihrem Roman von 1987 mit dem Titel Eine ganz gewöhnliche Ehe. Odysseus und Penelope.
Claudio Monteverdis Oper Il ritorno d’Ulisse in patria (deutsch Die Heimkehr des Odysseus, 1640) fokussiert im Titel zwar auf Odysseus, gewichtet inhaltlich aber Penelopes Geschichte ebenso stark.